# Dear Folks, Sorry I Haven't Written Lately
Dear Folks, Sorry I Haven't Written Lately es el duodécimo álbum de estudio del cantautor estadounidense Roger Miller. Fue publicado en octubre de 1973 a través de Columbia Records.

## Recepción de la crítica
Un escritor no especificado de la revista Billboard escribió: “En uno de los casos más extraños de la historia del pop, Miller abrió un estándar completamente nuevo de la música country contemporánea y luego dejó de escribir y de hacer apariciones importantes. Este álbum es un regreso alentador, con Miller escribiendo todos los cortes y produciendo material en su estilo único y sin sentido. El hombre es bueno, la música le debe mucho y escuchemos mucho más de él”. Un escritor no especificado de la revista Cash Box escribió: “Durante años, Roger ha representado los momentos más felices de la música, y su último LP en Columbia captura ese sentimiento a la perfección. «Open Up Your Heart», «Uncle Harvey's Plane», «Qua La Linta» son temas caprichosos que han convertido a Roger en un verdadero héroe de la música folk y el divertido «Whistle Stop» se destaca por las risas incontrolables de los músicos de estudio, invitados y, por supuesto, el propio Roger. «I Believe in the Sunshine» sería un sencillo excelente con su fuerte sensación de ritmo acelerado acentuado por armonías altísimas y una poderosa sección de instrumentos de viento. «The Animal of Man» y «The 4th of July» son geniales”. Un escritor no especificado de la revista Record World comentó: “El hombre que unió el país y la ciudad con su música ha creado un nuevo álbum maravilloso con grandes canciones. Es una alegría suave de principio a fin”.

## Lista de canciones
Todas las canciones escritas y compuestas por Roger Miller. 
| Lado uno |                                     |          |  |
| N.º      | Título                              | Duración |  |
| 1.       | «Open Up Your Heart»                | 2:37     |  |
| 2.       | «Whistle Stop»                      | 2:00     |  |
| 3.       | «Mama Used to Love Me but She Died» | 1:58     |  |
| 4.       | «Qua La Linta»                      | 2:30     |  |
| 5.       | «I Believe in the Sunshine»         | 2:49     |  |

| Lado dos |                                              |          |  |
| N.º      | Título                                       | Duración |  |
| 1.       | «The Animal of Man»                          | 2:30     |  |
| 2.       | «What Would My Mama Say»                     | 3:08     |  |
| 3.       | «The Day I Jumped from Uncle Harvey's Plane» | 2:41     |  |
| 4.       | «Shannon's Song»                             | 2:00     |  |
| 5.       | «The 4th of July»                            | 2:38     |  |

## Posicionamiento
| Gráfica (1973)                                    | Pico de posición |
| ------------------------------------------------- | ---------------- |
| Estados Unidos (Billboard Hot Country LPs)        | 26               |
| Estados Unidos (Cash Box Top Country Albums)      | 26               |
| Estados Unidos (Record World Country Album Chart) | 21               |